# Йоганн фон Тіфен
Йоганн фон Тіфен (нім. Johann von Tiefen, 1440, Тургау або Цюріхгау — 25  серпня 1497, Львів) — 35-й великий магістр Тевтонського ордена у 1489—1497 роках.

## Життєпис
Походив зі шляхетського роду Тіфен з Тургау або Цюріхгау (сучасна Швейцарія). Народився 1440 року. Рік приєднання до Тевтонського ордену невідомий. Спочатку був пфлегером (на кшталт бургграфа) замку Шаакен. Потім обійняв посаду келлермайстера (наглядач за підвалами з харчами і вином) при верховному госпітальєрі Тевтонського ордену Генріхові Рейсс фон Плауені.

1474 року стає комтуром замку Мемель (до 1477 року). Вже 1476 року призначається великим комтуром Тевтонського ордену. У 1477 і 1479 року доклав зусиль щодо налагодження стосунків між Орденом і Польським королівством.

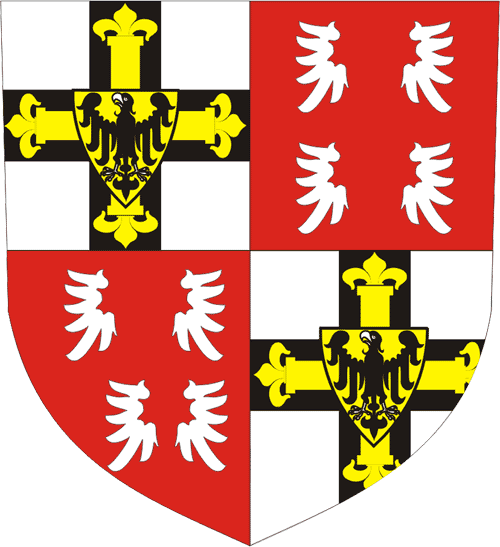
Герб Йоганна фон Тіфена

1480 року призначено комтуром замку Бранденбург і верховним госпітальєром. Опікувався зведення нових костелів, шпиталів, та готелів для прочан. У 1489 році після смерті великого магістра Мартіна Трухзеса фон Ветцгаузена було обрано новим очільником Тевтонського ордену. 18 листопада того ж року в Радомі вимушено приніс васальну присягу польському королю і великому князю литовському Казимиру IV.
Зосередив основні зусилля на зміцненні Тевтонського ордену. Намагався придушити автономістські тенденції в ландмейстерствах Німеччини та Лівонії. Приборкав амбіції варімійського князя-єпископа Лукаса Ватценроде стати незалежним від Тевтонського ордену.
У 1492 році виступив проти пропозиції нового польського короля Яна I Ольбрахта перемістити Тевтонський орден з Пруссії до Поділля для боротьби з Османською імперією. Таку позицію фон Тіфена підтримав Максиміліан I, імператор Священної Римської імперії. Водночас великий магістр не поспішав приносити ленну присягу Яну I. Лише 29 травня 1493 року зробив це в Познані.
У 1493 року передав папі римському Олександру VI колишніх привілеїв Орден як володаря (ландесгерра) Пруссії і Лівонії. Проти цього став інтригувати Лукас Ватценроде, який отримав фінансування від польського короля. В цій справі Йоганн фон Тіфен 1494 року отримав значну підтримку з боку лівонського магістра Вальтера фон Плеттенберга, який мотивував збереження привілеїв посиленням загрози з боку Великого князівства Московського. Планувалося організувати спільний хрестовий похід Швеції та Тевтонського ордену проти Москви.
При цьому фон Тіфен намагався отримати від Папського престолу «хрестоносну милість» (crucitate), що збільшило б фінансові надходження до Ордену та дозволило не брати участь у польських кампаніях проти Османської імперії. Для цього 1496 року відправив посольство до Риму на чолі із Вольфгангом фон Клінгенбергом, ландкомтуром Ельзасу, та Людвигом фон Заннсгаймом, комтуром Остероде. Втім справа не мала значно зрушення протягом 1496—1497 років. Не допомогли звернення й до імператора.
1497 року Йоганн фон Тіфен долучився до польського війська в кампанії проти Стефана III, господаря Молдавії. Втім ще до початку військових дій захворів, внаслідок чого повернувся до Львова, де й помер.